# Ordering Part Number von AMD-Prozessoren
Mikroprozessoren von AMD können mit einer aufgedruckten Ordering Part Number (OPN) identifiziert werden. Die OPN ermöglicht genaue Rückschlüsse auf die jeweilige CPU.

## Aufbau der OPN
Im Wesentlichen sind in dem Code folgende Merkmale enthalten:
1. Prozessormodell
2. die Größe des L2-Cache
3. die Spannung des Prozessorkerns (VCore)
4. die maximale Betriebstemperatur
5. die Taktfrequenz des Front Side Bus (FSB)
6. die Taktfrequenz des Prozessors

### X5-Prozessoren
Bezeichnung des Modells
- AMD-X5: Am5x86

Taktrate
- siehe AMD Am5x86

Package-Typ
- A = SPGA
- S = SQFP

Betriebsspannung (VCore)
- D = 3,45 V
- F = 3,3 V

Maximale Temperatur des Prozessorgehäuses
- W = 55 °C
- Y = 75 °C
- Z = 85 °C

### K5-Prozessoren
Bezeichnung des Modells
- AMD-K5: AMD K5 (5K86)
- AMD-SSA/5 AMD 5k86 ((SSA/5)

P-Rating ("Performance Rating")
- siehe AMD K5

Package-Typ
- A = SPGA

Betriebsspannung (VCore)
- B = 3,45 V bis 3,6 V (3,52 V nominal)
- H = 2,86 V bis 3,0 V bei einer I/O-Spannung von 3,135 V bis 3,465 V (3,30 V nominal)

Maximale Temperatur des Prozessorgehäuses
- Q = 60 °C
- R = 70 °C

### K6-Prozessoren
Bezeichnung des Modells (AMD-K6-III450AFX)
- AMD-K6: AMD K6 (K6, Little Foot)
- AMD-K6-2: AMD K6-2 (Chomper, Chomper XT)
- AMD-K6-2+: AMD K6-2+ (Notebook CPU)
- AMD-K6-III: AMD K6-III (Sharptooth)
- AMD-K6-III+: AMD K6-III+ (Notebook CPU)

Performance-Rating (AMD-K6-III450AFX)
- Das P-Rating entspricht der tatsächlichen Taktrate, siehe AMD K6, AMD K6-2 und AMD K6-III

Sockel (AMD-K6-III450AFX)
- A = 321 Pin (CPGA)
- B = 360 Pin (CPGA)

Betriebsspannung (VCore) (AMD-K6-III450AFX)
- C = 1,9 V bis 2,1 V
- D = 2,0 V bis 2,2 V
- F = 2,1 V bis 2,3 V
- G = 2,2 V bis 2,4 V
- H = 2,3 V bis 2,5 V
- L = 2.755 V bis 3.045 V
- N = 3,1 V bis 3,3 V
- T = 1,5 V bis 1,7 V

Die I/O-Spannung beträgt immer 3,135 V bis 3,6 V.
Temperatur des Prozessorgehäuses (AMD-K6-III450AFX)
- K = 0 °C bis 80 °C
- Q = 0 °C bis 60 °C
- R = 0 °C bis 70 °C
- X = 0 °C bis 65 °C
- Z = 0 °C bis 85 °C

### K7-Prozessoren
Prozessortyp (AMSN2800DUT4C)
- A = Athlon (Modell 4)
- AHM mobile Athlon 4 (Modell 6)
- AHX = Athlon MP (Modell 6, dann Taktrate statt model rating)
- AM = Athlon MP (Modell 8/10)
- AMP = Athlon MP (Modell 6)
- AX = Athlon XP (Modell 6, Modellnummer direkt hinter AX)
- AXD = Athlon XP (Modell 8/10, AX + eine weitere Stelle dann Modellnummer)
- D = Duron (Modell 3)
- DH = Duron (Modell 7/8)
- K7 = Athlon (Modell 1/2)
- S = Sempron (Modell 8/10)

Einsatzzweck (AMSN2800DUT4C)
- D = Desktop
- L = Low Voltage
- M = Mobil
- S = Server

Thermal Design Power, TDP (maximal) (AMSN2800DUT4C)
- A = 72 W
- C = 62 W
- D = 35 W
- G = 47 W
- H = 45 W
- J = 53 W
- L = 55 W
- N = 60 W
- S = 25 W

QuantiSpeed-Rating/Taktrate (AMSN2800DUT4C)
- Quantispeed-Rating beim AMD Athlon XP, AMD Athlon MP und AMD Sempron (siehe jeweilige Artikel)
- Taktrate beim AMD Athlon und AMD Duron (siehe jeweilige Artikel)

Sockel (AMSN2800DUT4C)
- A = CPGA (Sockel A, 462 pin)
- D = OPGA (Sockel A, 462 pin)
- E = OµPGA (Sockel 563)
- F = OPGA (Sockel A, 462 pin, auto-FSB)
- G = OµPGA (Sockel 563, auto-FSB)
- M = SECC (Slot A)

Betriebsspannung (VCore) (AMSN2800DUT4C)
- C = 1,15 V
- G = 1,00 V
- H = 1,55 V
- J = 1,35 V
- K = 1,65 V
- L = 1,50 V
- M = 1,75 V
- N = 1,80 V
- P = 1,70 V
- Q = 1,45 V
- S = 1,50 V
- T = 1,60 V
- U = 1,60 V
- V = 1,40 V
- W = 1,30 V
- X = 1,25 V
- Y = 1,10 V

Maximale Temperatur des Prozessorkerns (AMSN2800DUT4C)
- K = 80 °C
- Q = 100 °C
- R = 70 °C
- S = 95 °C
- T = 90 °C
- V = 85 °C
- W = 80 °C
- X = 65 °C
- Y = 75 °C
- Z = 85 °C

Größe des L2-Cache (AMSN2800DUT4C)
- 1 = 64 KB
- 2 = 128 KB
- 3 = 256 KB
- 4 = 512 KB
- 5 = 512 KB

Teiler des L2-Cache (K7550MTR51B)
- nur bei Athlon Modell 1/2 (Slot A)
- 1 = 2:1
- 2 = 2.5:1
- 3 = 3:1
- 4 = 1:1

Maximaler FSB (AMSN2800DUT4C)
- B = FSB 200 (100 MHz)
- C = FSB 266 (133 MHz)
- D = FSB 333 (166 MHz)
- E = FSB 400 (200 MHz)

Beispiele
- AMD-K7850MPR52B:

AMD Athlon 850 MHz, Card Module, 1,70 V, T-Case max. 70 °C, 512 KB L2-Cache, 340 MHz Cache, 200 MHz FSB
- A1400AMS3C:

AMD Athlon 1400 MHz, PGA, 1,75 V, T-Case max. 95 °C, 256 KB L2-Cache, 266 MHz FSB
- AMSN2800DUT4C:

AMD Athlon MP 2800+, TDP max. 60 W, 2133 MHz, Sockel A, 1,60 V, T-Case max. 90 °C, 512 KB L2-Cache, FSB 266
- AXDA3200DKV4E:

AMD Athlon XP 3200+, TDP std., 2200 MHz, Sockel A, 1,65 V, T-Case max. 85 °C, 512 KB L2-Cache, FSB 400
- AXMD2400GJQ4C:

AMD Athlon XP-M 2400+, TDP max. 35 W, 1800 MHz, Sockel 563, 1,35 V, T-Case max. 100 °C, 512 KB L2-Cache, FSB 266
- DHD1800DLV1C:

AMD Duron 1800 MHz, TDP max. 35 W, 1800 MHz, Sockel A, 1,50 V, T-Case max. 85 °C, 64 KB L2-Cache, FSB 266
- SDC2800DUT3D:

AMD Sempron 2800+, TDP max. 62 W, 2000 MHz, Sockel A, 1,60 V, T-Case max. 90 °C, 256 KB L2-Cache, FSB 333

### K8/K9-Prozessoren
Prozessortyp (OSP8214GAU6CYE):
- A: Athlon
- O: Opteron
- S: Sempron
- T: Turion

 Einsatzzweck (OSP8214GAU6CYE):
- D: Desktop
- H: Mobil (nur bei Athlon XP-M auf Sockel 754)
- M: Mobil
- S: Server (Doppel-/Multiprozessorsysteme)
- W: Workstation (Einzelprozessorsysteme)

Thermal Design Power, TDP (OSP8214GAU6CYE):
- A: variabel
- B: 30 Watt
- C: 9 Watt
- D: 35 Watt
- E: 20 Watt
- F: 8 Watt
- G: 15 Watt
- H: 45 Watt
- J: 22 Watt
- K: 55 Watt
- L: 12 Watt
- N: 62 Watt
- O: 65 Watt
- P: 68 Watt
- S: 25 Watt
- T: 85 Watt
- V: 89 Watt
- X: 125 Watt
- Y: 119 Watt
- Z: 18 Watt

Modellnummer (OSP8214GAU6CYE):
- Athlon 64, Athlon 64 X2, Sempron und Mobile Sempron
  - 4-stellige Modellnummer entsprechend Artikel Athlon 64, Athlon 64 X2, Sempron und mobile Sempron
- Athlon 64 FX
  - FX + 2-stellige Modellnummer entsprechend Artikel AMD Athlon 64 FX
- Athlon 64 X2 Mobile
  - 3-stellige Modellnummer, danach ein B, kennzeichnet einen Business Class-Prozessor mit garantierter 24-monatiger Verfügbarkeit ab Vorstellung
  - TK + 2-stellige Modellnummer entsprechend Artikel AMD Athlon 64 X2 (Mobil)
- Athlon Neo
  - MV + 2-stellige Modellnummer entsprechend Artikel AMD Athlon 64
- Athlon Neo X2
  - L + 3-stellige Modellnummer entsprechend Artikel AMD Athlon 64 X2 (Mobil)
- Athlon X2 und Sempron
  - 4-stellige Modellnummer ohne Buchstaben-Präfix entsprechend Artikel AMD Athlon X2
- Opteron
  - 3-stellige Modellnummer entsprechend Artikel AMD Opteron
  - 4-stellige Modellnummer entsprechend Artikel AMD Opteron
- Turion 64
  - MK + 2-stellige Modellnummer entsprechend Artikel AMD Turion 64
  - ML + 2-stellige Modellnummer entsprechend Artikel AMD Turion 64
  - MT + 2-stellige Modellnummer entsprechend Artikel AMD Turion 64
- Turion 64 X2
  - TL + 2-stellige Modellnummer entsprechend Artikel AMD Turion 64 X2
- Turion Neo X2
  - L + 3-stellige Modellnummer entsprechend Artikel AMD Turion 64 X2

Prozessorsockel und Bauform (OSP8214GAU6CYE)
- A = Sockel 754 (lidded OµPGA)
- B = Sockel 754 (lidless OµPGA ohne Heatspreader, gefolgt von einem L als ersten Buchstaben des Typs)
- C = Sockel 940 (lidded CµPGA)
- D = Sockel 939 (lidded OµPGA)
- F = Sockel 940 (lidded OµPGA)
- G = Sockel F (lidded 1207-pin LGA)
- H = Sockel S1 (lidless 638-pin OµPGA)
- I = Sockel AM2 (lidded 940-pin OµPGA)
- O = Sockel ASB1 (lidless 812-ball BGA)

Betriebsspannung (VCore) (OSP8214GAU6CYE):
- A = variabel
- B = 1,35 V
- C = 1,55 V
- E = 1,50 V
- I = 1,40 V
- K = 1,35 V
- L = 1,40 V
- M = 1,30 V
- O = 1,25 V
- Q = 1,20 V
- S = 1,15 V
- U = 1,60 V
- 2 = 0,90 V

maximale Temperatur des Heatspreaders (Tcase max) (OSP8214GAU6CYE):
- A = variabel
- I = 63 °C
- K = 65 °C
- M = 67 °C
- O = 69 °C
- P = 70 °C
- Q = 71 °C
- R = ?? °C
- S = ?? °C
- T = 78 °C
- U = 83 °C
- V = ?? °C
- X = 95 °C
- Y = 100 °C

Größe des L2-Cache (OSP8214GAU6CYE):
- 2 = 128 KB
- 3 = 256 KB
- 4 = 512 KB (2× 256 KB bei Doppelkernprozessoren)
- 5 = 1024 KB (2× 512 KB bei Doppelkernprozessoren)
- 6 = 2048 KB (2× 1024 KB bei Doppelkernprozessoren)

Typ & Revision (OSP8214GAU6CYE):
- Athlon 64
  - AP = Rev C0 (Clawhammer C0)
  - AR = Rev CG (Clawhammer CG) (Sockel 754, 512/1024 KB L2-Cache)
  - AS = Rev CG (Clawhammer CG) (Sockel 939, 512/1024 KB L2-Cache)
  - AW = Rev CG (Newcastle) (Sockel 939)
  - AX = Rev CG (Newcastle) (Sockel 754)
  - AZ = Rev CG (Newcastle) (Sockel 939, Sondermodell)
  - BI = Rev D0 (Winchester)
  - BO = Rev E3 (Venice E3) (Sockel 754)
  - BP = Rev E3 (Venice E3) (Sockel 939)
  - BN = Rev E4 (San Diego E4)
  - BW = Rev E6 (Venice E6) (Sockel 939)
  - BX = Rev E6 (Venice E6) (Sockel 754)
  - BY = Rev E6 (Venice E6) (Sockel 939, Sondermodell)
  - BZ = Rev E6 (Venice E3) (Sockel 939, Sondermodell)
  - CF = Rev E6 (Toledo E6) (Sockel 939, Athlon 64 X2 mit nur einem aktiven Kern)
  - CG = Rev E4 (Manchester) (Sockel 939, Athlon 64 X2 mit nur einem aktiven Kern)
  - CN = Rev F2 (Orleans F2)
  - CW = Rev F2 (Orleans F2)
  - DE = Rev G1 (Lima)
  - DH = Rev F3 (Orleans F3)
  - DR = Rev G2 Athlon 64 embedded
  - DP = Rev G2 (Lima)
- Athlon 64 FX
  - AK = Rev C0 (Sledgehammer C0)
  - AT = Rev CG (Sledgehammer CG)
  - AS = Rev CG (Clawhammer)
  - BN = Rev E4 (San Diego)
  - CD = Rev E6 (Toledo)
  - CS = Rev F2 (Windsor)
  - DI = Rev F3 (Windsor FX)
- Athlon 64 X2
  - BV = Rev E4 (Manchester)
  - CD = Rev E6 (Toledo)
  - CS = Rev F2 (Windsor-1024 F2)
  - CU = Rev F2 (Windsor-512 F2)
  - CZ = Rev F3 (Windsor F3)
  - DD = Rev G1 (Brisbane)
  - DL = Rev G1 (Brisbane (nur 3600+))
  - DO = Rev G2 (Brisbane)
  - DS = Rev G2 (Brisbane ("Black Edition"))
- Athlon Neo
  - DX = Rev G2 (Huron)
- Athlon Neo X2
  - DY = Rev G2 (Conesus)
- Athlon X2 BE
  - DD = Rev G1 (Brisbane)
  - DO = Rev G2 (Brisbane)
- Mobile Athlon 64
  - AP = Rev C0 (Clawhammer C0)
  - AR = Rev CG (Clawhammer CG)
  - BU = Rev E5 (Newark)
  - LB = Rev D0 (Oakville)
- Athlon XP-M
  - AX = Rev CG (Clawhammer CG)
- Mobile Sempron
  - AY = Rev CG (Dublin)
  - BA = Rev D0 (Georgetown)
  - BX = Rev E6 (Albany)
  - CM = Rev F2 (Richmond) (256 KB L2-Cache)
  - CM = Rev F2 (Keene) (512 KB L2-Cache)
  - DN = Rev G2 (Sherman)
  - DQ = Rev G2 (Sherman)
- Mobile Sempron ohne Heatspreader
  - LA = Rev CG (Dublin)
  - LB = Rev D0 (Sonora)
  - LE = Rev E6 (Roma)
  - LF = Rev E6 (Roma)
- Opteron
  - AG = 1xx-Serie, Rev B3 (Sledgehammer B3)
  - AK = 1xx-Serie, Rev C0 (Sledgehammer C0)
  - AT = 1xx-Serie, Rev CG (Sledgehammer CG)
  - AH = 2xx-Serie, Rev B3 (Sledgehammer B3)
  - AL = 2xx-Serie, Rev C0 (Sledgehammer C0)
  - AU = 2xx-Serie, Rev CG (Sledgehammer CG)
  - AI = 8xx-Serie, Rev B3 (Sledgehammer B3)
  - AM = 8xx-Serie, Rev C0 (Sledgehammer C0)
  - AV = 8xx-Serie, Rev CG (Sledgehammer CG)
  - BB = 1xx-Serie, Rev D4 (Venus) (Sockel 940)
  - BC = 2xx-Serie, Rev D4 (Troy)
  - BD = 8xx-Serie, Rev D4 (Athens)
  - BK = 1xx-Serie, Rev E4 (Venus) (Sockel 940)
  - BL = 2xx-Serie, Rev E4 (Troy)
  - BM = 8xx-Serie, Rev E4 (Athens)
  - BN = 1xx-Serie, Rev E4 (Venus) (Sockel 939)
  - BS = 8xx-Serie, Rev E1 (Egypt)
  - CA = 1xx-Serie, Rev E6 (Denmark) (Sockel 940)
  - CB = 2xx-Serie, Rev E6 (Italy)
  - CC = 8xx-Serie, Rev E6 (Egypt)
  - CD = 1xx-Serie, Rev E6 (Denmark) (Sockel 939)
  - CQ = 22xx-Serie, Rev F2 (Santa Rosa F2)
  - CR = 82xx-Serie, Rev F2 (Santa Rosa F2)
  - CS = 12xx-Serie, Rev F2 (Santa Ana F2)
  - CX = 22xx-Serie, Rev F3 (Santa Rosa F3)
  - CY = 82xx-Serie, Rev F3 (Santa Rosa F3)
  - CZ = 12xx-Serie, Rev F3 (Santa Ana F3) (Sockel AM2)
  - DG = 12xx-Serie, Rev F3 (Santa Ana F3) (Sockel F)
- Sempron
  - AX = Rev CG (Paris)
  - BA = Rev D0 (Georgetown)
  - BO = Rev E3 (Palermo E3)
  - BP = Rev E3 (Palermo E3) (Sockel 939)
  - BW = Rev E6 (Palermo E6) (Sockel 939)
  - BX = Rev E6 (Palermo E6)
  - CN = Rev F2 (Manila)
  - CV = Rev D0 (Georgetown) wie Rev D0 mit OPN BA aber mit aktivierter AMD64-Einheit
  - CW = Rev F2 (Manila)
  - DE = Rev G1 (Sparta G1)
  - DP = Rev G2 (Sparta G2)
  - DV = Rev ?? (Huron)
  - DX = Rev G2 (Huron)
- Sempron X2
  - DD = Rev G1 (Brisbane G1)
  - DO = Rev G2 (Brisbane G2)
- Turion 64
  - LD = Rev E5 (Lancaster)
  - CM = Rev F2 (Richmond)
- Turion 64 X2
  - CT = Rev F2 (Taylor)
  - CT = Rev F2 (Trinidad)
  - DC = Rev G1 (Hawk)
  - DM = Rev G2 (Hawk)
- Turion Neo X2
  - DY = Rev G2 (Congo)
- Turion X2
  - GG = Rev B1 (Lion)
- Turion X2 Ultra
  - GG = Rev B1 (Griffin)

Version  (OSP8214GAU6CYE):
- kein Buchstabe bei normaler Version
- E = embedded Version (RoHS konform, bleifrei, 5 Jahre Verfügbarkeitsgarantie)
- S = vermutlich RoHS konform und bleifrei
- entfällt bei Modellen nach Mai 2006, danach alle RoHS konform und bleifrei

Beispiele
- OSP8214GAU6CYE: AMD Opteron 64 der 2. Generation, TDP max. 68 W, bis 8-Wege, 2,2 GHz, Sockel F, VCore std., TCase max 83 °C, 2× 1024 KB L2-Cache, Santa Rosa F3, optimiert für embedded-Systeme
- SMS3300BQX2LF: AMD Mobile Sempron 64, TDP max. 25 W, 2,0 GHz, Sockel 754 ohne Heatspreader, VCore 1,20 V, TCase max 95 °C, 128 KB L2-Cache, Roma E6

### K10-Prozessoren
Prozessortyp (OS8350WAL4BGE):
- A: Athlon / A-Series
- E: E-Series
- H: Phenom
- O: Opteron
- S: Sempron
- T: Turion
- V: V-Series

 Einsatzzweck (OS8350WAL4BGE):
- D: Desktop
- E: Embedded
- M: Mobile
- S: Server

Modellnummer (OS8350WAL4BGE):
(X = variable Zahl, A = variabler Buchstabe)
- A-Series
  - XXXX → AMD Fusion APU
- Athlon:
  - XXXX → AMD Athlon
  - XXXX → AMD Athlon II
  - XBXX → AMD Athlon II Business Class
  - XXXE → AMD Athlon II Energy Efficient
  - XXXU → AMD Athlon II Ultra Low Voltage
  - XXXX → AMD Athlon II APU mit Radeon GFX
  - KXXX → AMD Athlon II Neo Mobile
  - MXXX → AMD Athlon II Mobile im Sockel S1g3
  - NXXX → AMD Athlon II Mobile im Sockel S1g4
  - NXXL → AMD Athlon II Neo dual core Low Voltage
  - PXXX → AMD Athlon II Mobile im Sockel S1
  - RXXL → AMD Athlon II Neo single core Low Voltage
- E-Series
  - XXXX → AMD Fusion APU
- Phenom
  - XXXX → AMD Phenom
  - XXXZ → AMD Phenom Black Edition mit freiem Multiplikator
  - NXXX → AMD Phenom II Mobile (35 W)
  - PXXX → AMD Phenom II Mobile (25 W)
  - XXXX → AMD Phenom II / AMD Phenom II Mobile Black Edition mit freiem Multiplikator
  - XBXX → AMD Phenom II Business Class
  - XXXE → AMD Phenom II Energy Efficient
  - XXXT → AMD Phenom II mit Turbo Core
  - ZXXX → AMD Phenom II Black Edition mit freiem Multiplikator
  - XXZT → AMD Phenom II X4 Zosma Black Edition mit freiem Multiplikator und Turbo Core
  - TXXT → AMD Phenom II X6 Thuban mit Turbo Core
  - TXXZ → AMD Phenom II X6 Thuban Black Edition mit freiem Multiplikator und Turbo Core
- Opteron
  - X3XX / X4XX → AMD Opteron (K10)
  - X3AA / X4AA → AMD Opteron (K10) embedded
- Sempron
  - MXXX → AMD Sempron (K10) Mobile (S1g3)
  - NXXX → AMD Sempron (K10) Mobile (S1g4)
  - XXXX → AMD Sempron (K10)
- Turion
  - KXXX → AMD Turion II X2 Neo Mobile
  - M5XX → AMD Turion II X2 Mobile (S1g3)
  - M6XX → AMD Turion II Ultra X2 Mobile
  - NXXX → AMD Turion II X2 Mobile (S1g4, 35 W)
  - NXXA → AMD Turion II Neo (ASB2, 15/25 W)
  - PXXX → AMD Turion II X2 Mobile (S1g4, 25 W)
- V-Series
  - VXXX → AMD V-Series

thermische Profile (OS8350WAL4BGE):
| Profil | Average CPU Power | TDP   | max TDP | max Tcase |
| ------ | ----------------- | ----- | ------- | --------- |
| DB     |                   | 35 W  |         |           |
| DC     |                   | 35 W  |         |           |
| DD     |                   | 35 W  |         | 100 °C    |
| EA     |                   | 20 W  |         | 80 °C     |
| FA     |                   | 140 W |         | 64 °C     |
| FB     |                   | 125 W | 140 W   | 62 °C     |
| FC     |                   | 8 W   |         | 95 °C     |
| FD     |                   | 9 W   |         |           |
| FL     |                   |       | 50 W    |           |
| FM     | 55 W              | 68 W  | 79 W    | 86 °C     |
| GA     |                   | 15 W  |         | 95 °C     |
| HB     |                   | 45 W  |         | 63 °C     |
| HD     |                   | 45 W  | 50 W    | 72 °C     |
| HF     |                   | 45 W  |         |           |
| HI     |                   | 45 W  |         |           |
| HJ     | 32 W              | 35 W  | 43 W    | 65 °C     |
| HK     |                   | 40 W  |         |           |
| HL     |                   | 45 W  |         | 100 °C    |
| LA     |                   | 12 W  |         | 95 °C     |
| LG     |                   | 15 W  |         | 95 °C     |
| MA     |                   |       | 71 W    |           |
| NA     | 40 W              | 50 W  | 60 W    | 68 °C     |
| NB     | 40 W              | 50 W  | 60 W    | 68 °C     |
| OB     |                   | 65 W  |         | 61 °C     |
| OC     |                   | 65 W  | 72 W    | 70 °C     |
| OD     |                   | 65 W  |         | 70 °C     |
| OE     |                   | 65 W  |         |           |
| OF     | 50 W              | 65 W  | 80 W    | 70 °C     |

| Profil | Average CPU Power | TDP   | max TDP | max Tcase |
| ------ | ----------------- | ----- | ------- | --------- |
| OG     |                   | 65 W  |         |           |
| OH     |                   | 65 W  |         |           |
| OJ     |                   | 65 W  |         |           |
| PA     | 55 W              | 68 W  | 79 W    | 71 °C     |
| PD     | 55 W              | 68 W  | 79 W    | 76 °C     |
| PC     | 55 W              | 68 W  | 79 W    | 76 °C     |
| SB     |                   | 25 W  |         |           |
| SC     |                   | 25 W  |         | 81 °C     |
| SD     |                   | 25 W  |         | 95 °C     |
| SG     |                   | 25 W  |         |           |
| VA     | 65 W              | 85 W  | 100 W   | 65 °C     |
| WA     | 75 W              | 95 W  | 115 W   | 70 °C     |
| WB     | 75 W              | 95 W  | 115 W   | 76 °C     |
| WC     |                   | 95 W  |         | 70 °C     |
| WE     | 75 W              | 95 W  |         | 70 °C     |
| WF     |                   | 95 W  | 110 W   | 70 °C     |
| WG     | 75 W              | 95 W  | 115 W   | 77 °C     |
| WH     | 75 W              | 95 W  | 115 W   | 77 °C     |
| WJ     | 75 W              | 95 W  | 115 W   | 76 °C     |
| WK     | 80 W              | 115 W | 135 W   | 69 °C     |
| WL     | 75 W              | 95 W  | 115 W   | 70 °C     |
| WN     |                   | 100 W |         | 70 °C     |
| YA     | 105 W             | 119 W | 137 W   | 71 °C     |
| YC     | 105 W             | 119 W | 137 W   | 73 °C     |
| YE     | 105 W             | 140 W | 165 W   | 64 °C     |
| XA     |                   | 125 W |         | 61 °C     |
| XC     |                   | 125 W | 140 W   | 62 °C     |
| XD     | 105 W             | 137 W |         | 71 °C     |

- Achtung: diese Angaben können innerhalb des gleichen Profils bei unterschiedlicher Kern-Revisionen variieren
- abhängig von Taktrate und verwendetem Mainboard
- die Werte sind sicherheitshalber die höheren Verbrauchswerte und niedrigeren maximalen Gehäusetemperaturen (Tcase)

Prozessorsockel (OS8350WAL4BGE):
- J = Sockel AM2r2 (940 pin µPGA)
- K = Sockel AM3 (938 pin µPGA)
- L = Sockel Fr2 (1207 land LGA)
- M = Sockel S1g2 (638 pin µPGA)
- O = Sockel S1g3 (638 pin µPGA)
- P = Sockel Fr5 (1207 land LGA)
- R = Sockel S1g4 (638 pin µPGA)
- S = Sockel Fr6 (1207 land LGA)
- T = Sockel G34 (1944 land LGA)
- U = Sockel C32 (1207 land LGA)
- V = ASB2 verlötet (812 ball BGA)
- X = Sockel FS1 (722 pin µPGA)
- Z = Sockel FM1 (905 pin µPGA)

Anzahl aktiver Prozessorkerne (OS8350WAL4BGE):
- 1 = ein aktiver Kern (Single-Core)
- 2 = zwei aktive Kerne (Dual-Core)
- 3 = drei aktive Kerne (Triple-Core)
- 4 = vier aktive Kerne (Quad-Core)
- 6 = sechs aktive Kerne (Hexa-Core)
- 8 = acht aktive Kerne (Octa-Core)
- C = zwölf aktive Kerne (Dodeca-Core)

Art & Größe von L2-/L3-Cache (OS8350WAL4BGE):
- 2 = 512 KB L2-Cache pro Kern
- 3 = 1024 KB L2-Cache pro Kern
- B = 512 KB L2-Cache pro Kern und 2 MB shared L3-Cache
- D = 512 KB L2-Cache pro Kern und 6 MB shared L3-Cache
- E = 512 KB L2-Cache pro Kern und 2×6 MB shared L3-Cache
- F = 512 KB L2-Cache pro Kern und 4 MB shared L3-Cache

Produktname & Revision (OS8350WAL4BGE):
- A-Series
  - GX = Rev B0 (Llano)
- Athlon X2
  - GH = Rev B3 (Kuma)
  - GI = Rev C2 Phenom-II-basiert, ohne L3-cache und ohne Codenamen
- Athlon II
  - GQ = Rev C2 (Sargas)
  - GM = Rev C3 (Sargas)
- Athlon II Mobile
  - GQ = Rev C2 (Caspian)
  - GM = Rev C3 (Champlain)
- Athlon II Neo
  - GM = Rev C3 (Geneva)
- Athlon II Neo Mobile
  - GM = Rev C3 (Geneva)
- Athlon II X2
  - GQ = Rev C2 (Regor)
  - GM = Rev C3 (Regor)
- Athlon II X3
  - GI = Rev C2 (Rana)
  - GM = Rev C3 (Rana)
- Athlon II X4
  - GI = Rev C2 (Propus)
  - GM = Rev C3 (Propus)
  - GR = Rev E0 (Zosma)
  - GX = Rev B0 (Llano)
- Athlon II XLT
  - GM = Rev C3 (Regor)
- E-Series
  - GX = Rev B0 (Llano)
- Phenom X3
  - GD = Rev B2 (Toliman)
  - GH = Rev B3 (Toliman)
  - HH = Rev B2 (Toliman)
  - HI = Rev B3 (Toliman)
- Phenom X4
  - GA = Rev B0 (Prototypen)
  - GD = Rev B2 (Agena)
  - GH = Rev B3 (Agena)
- Phenom II Mobile
  - GM = Rev C3 (Champlain)
- Phenom II X2
  - GI = Rev C2 (Callisto)
  - GM = Rev C3 (Callisto)
- Phenom II X3
  - GI = Rev C2 (Heka)
- Phenom II X4
  - GI = Rev C2 (Deneb)
  - GM = Rev C3 (Deneb)
  - GR = Rev E0 (Zosma)
- Phenom II X6
  - GR = Rev E0 (Thuban)
- Phenom II XLT
  - GM = Rev C3 (Deneb)
- Opteron
  - GC = 23xx/83xx-Serie, Rev B1 (Barcelona)
  - GD = 23xx/83xx-Serie, Rev B2 (Barcelona)
  - GE = 23xx/83xx-Serie, Rev BA (Barcelona)
  - GH = 23xx/83xx-Serie, Rev B3 (Barcelona)
  - GI = 23xx/83xx-Serie, Rev C2 (Shanghai)
  - GN = 24xx/84xx-Serie/quad-core 41xx-Serie, Rev D0 (Istanbul/Lisbon)
  - GO = 41xx-serie/61xx-Serie, Rev D1 (Lisbon/Magny-Cours) mit 6, 8 oder 12 aktiven Kernen
- Sempron
  - GQ = Rev C2 (Sargas)
  - GM = Rev C3 (Sargas)
- Sempron Mobile
  - GQ = Rev C2 (Caspian)
  - GM = Rev C3 (Champlain)
- Sempron X2
  - GM = Rev C3 (Regor)
- Turion II
  - GQ = Rev C2 (Caspian)
  - GM = Rev C3 (Champlain)
- Turion II Neo
  - GM = Rev C3 (Geneva)
- Turion II Ultra
  - GQ = Rev C2 (Caspian)
- V-Series
  - GM = Rev C3 (Geneva / Champlain)

### Geode-Prozessoren
Prozessortyp (ALXC800EETJCVC):
- ALX: Geode LX

TDP (ALXC800EETJCVC):
- C = ≤ 3 W
- D = ≤ 4 W
- G = ≤ 6 W

Modellnummer (ALXC800EETJCVC):
- Geode LX:
  - dreistellige Modellnummer entsprechend Artikel AMD Geode

Prozessorgehäuse (ALXC800EETJCVC):
- EE = BGU (TE-PBGA)

Betriebsspannung (VCore) (ALXC800EETJCVC):
- T = 1,20 V
- X = 1,25 V
- Y = 1,40 V

Speichertakt (ALXC800EETJCVC):
- J = 400 MHz
- H = 333 MHz

L2-Cache/EEPROM (ALXC800EETJCVC):
- 2 = 128 KB L2-Cache, kein EEPROM
- C = 128 KB L2-Cache, EEPROM vorhanden

Bildschirmtyp (ALXC800EETJCVC):
- C = CRT, TFT und VOP

Gehäuse (ALXC800EETJCVC):
- C = 0 bis 85 °C
- D = 0 bis 85 °C, bleifrei
- H = 0 bis 80 °C, bleifrei
- F = −40 bis 85 °C, bleifrei (Industrieausführung)

Beispiele
ALXC800EETJCVC: